# علی شریعتی
علی شریعتی مَزینانی (۲ آذر ۱۳۱۲ – ۲۹ خرداد ۱۳۵۶) مشهور به دکتر علی شریعتی استاد تاریخ، سخنران، نویسنده، اسلام‌شناس، جامعه‌شناس و پژوهشگر دینی اهل ایران بود. او از مبارزان و فعالان مذهبی و سیاسی و از نظریه‌پردازان انقلاب اسلامی ایران بود. شریعتی نگرشی نوین به تاریخ و جامعه‌شناسی اسلام عرضه کرد. او بازگشت به تشیع حقیقی و انقلابی را نیرویی برای تحقق عدالت اجتماعی قلمداد می‌کرد.
وی از سال ۱۳۴۹ تا ۱۳۵۱ سخنرانی‌هایی در حسینیهٔ ارشاد می‌کرد که پس از نفی وجود نهاد روحانیت در اسلام مورد غضب روحانیت شیعه قرار گرفت و ساواک از ادامه سخنرانی‌های او جلوگیری کرد.
شریعتی علاوه بر تأثیر بر انقلاب ایران، به دلیل فعالیت برای احیای مذهب و سنت در جامعه و سخنرانی علیه سلطنت پهلوی نیز شهرت دارد. از زمان انقلاب تاکنون مراسم زیادی به یاد او برگزار شده است و نقدهایی پیرامون آثار، آراء و تأثیر او بر چند دهه از تاریخ معاصر ایران وجود دارد.
او در انگلستان درگذشت و مومیایی او برخلاف وصیتش در نزدیکی زینبیه در دمشق به امانت سپرده شده است.

## سرگذشت
شناسنامه یک زندگی: شریعتی به روایت شریعتی کوشش دارد تا شرح زندگی علی شریعتی را از دیدگاه خود وی به نمایش گذارد.

### کودکی
علی شریعتی در دوم آذر سال ۱۳۱۲ در روستای مزینان در نزدیکی سبزوار زاده شد. پدر پدربزرگش، ملا قربانعلی معروف به آخوند حکیم، مردی فیلسوف و فقیه بود که در مدارس قدیم بخارا، مشهد و سبزوار تحصیل کرده و از شاگردان برگزیده حاج ملا هادی سبزواری محسوب می‌شد. ملا قربانعلی چهار فرزند به نام‌های محمود، احمد، حسن و حسین داشت. محمود که به‌هنگام مرگ پدر به تحصیل علوم قدیمه مشغول بود، با اصرار مردم مَزینان به آن‌جا آمد تا پیش‌نماز مسجد و مدرس حوزهٔ علمیه باشد. او تا پایان عمر خود در مَزینان ماند و چهار فرزند به نام‌های معصومه، قربانعلی، محمدتقی و آقامیرزا محمد از خود به‌جا گذاشت. محمدتقی شریعتی در سال ۱۳۱۱ با دختری روستایی از اهالی کاهک به نام زهرا امینی ازدواج کرد و اولین فرزند آن‌ها، علی شریعتی بود.
|              |              |              |              | محمدتقی شریعتی |              |            |            |             |             |             |             |                 |                 |                 |                 |                 |                 |             |             |                |                |                |                |                |                |             |             |             |             |
|              |              |              |              |                |              |            |            |             |             |             |             |                 |                 |                 |                 |                 |                 |             |             |                |                |                |                |                |                |             |             |             |             |
|              |              |              |              |                |              |            |            |             |             |             |             |                 |                 |                 |                 |                 |                 |             |             |                |                |                |                |                |                |             |             |             |             |
|              |              |              |              | علی شریعتی     | علی شریعتی   | علی شریعتی | علی شریعتی | علی شریعتی  | علی شریعتی  |             |             | پوران شریعت‌رضوی | پوران شریعت‌رضوی | پوران شریعت‌رضوی | پوران شریعت‌رضوی | پوران شریعت‌رضوی | پوران شریعت‌رضوی |             |             | مهدی شریعت‌رضوی | مهدی شریعت‌رضوی | مهدی شریعت‌رضوی | مهدی شریعت‌رضوی | مهدی شریعت‌رضوی | مهدی شریعت‌رضوی |             |             |             |             |
|              |              |              |              | علی شریعتی     | علی شریعتی   | علی شریعتی | علی شریعتی | علی شریعتی  | علی شریعتی  |             |             | پوران شریعت‌رضوی | پوران شریعت‌رضوی | پوران شریعت‌رضوی | پوران شریعت‌رضوی | پوران شریعت‌رضوی | پوران شریعت‌رضوی |             |             | مهدی شریعت‌رضوی | مهدی شریعت‌رضوی | مهدی شریعت‌رضوی | مهدی شریعت‌رضوی | مهدی شریعت‌رضوی | مهدی شریعت‌رضوی |             |             |             |             |
|              |              |              |              |                |              |            |            |             |             |             |             |                 |                 |                 |                 |                 |                 |             |             |                |                |                |                |                |                |             |             |             |             |
|              |              |              |              |                |              |            |            |             |             |             |             |                 |                 |                 |                 |                 |                 |             |             |                |                |                |                |                |                |             |             |             |             |
| احسان شریعتی | احسان شریعتی | احسان شریعتی | احسان شریعتی | احسان شریعتی   | احسان شریعتی |            |            | سارا شریعتی | سارا شریعتی | سارا شریعتی | سارا شریعتی | سارا شریعتی     | سارا شریعتی     |                 |                 | سوسن شریعتی     | سوسن شریعتی     | سوسن شریعتی | سوسن شریعتی | سوسن شریعتی    | سوسن شریعتی    |                |                | مونا شریعتی    | مونا شریعتی    | مونا شریعتی | مونا شریعتی | مونا شریعتی | مونا شریعتی |

شریعتی تحصیلات ابتدایی خود را در دبستان ابن یمین در مشهد در سال ۱۳۱۹ آغاز کرد اما به دلیل بحرانی‌شدن اوضاع کشور در سال ۱۳۲۰، محمدتقی شریعتی مجبور شد خانواده‌اش را به ده بفرستد و بنابراین وقفه کوتاهی در تحصیلات شریعتی ایجاد شد. پس از آن، شریعتی به همان دبستان برگشت و تحصیل را ادامه داد.

### نوجوانی و جوانی

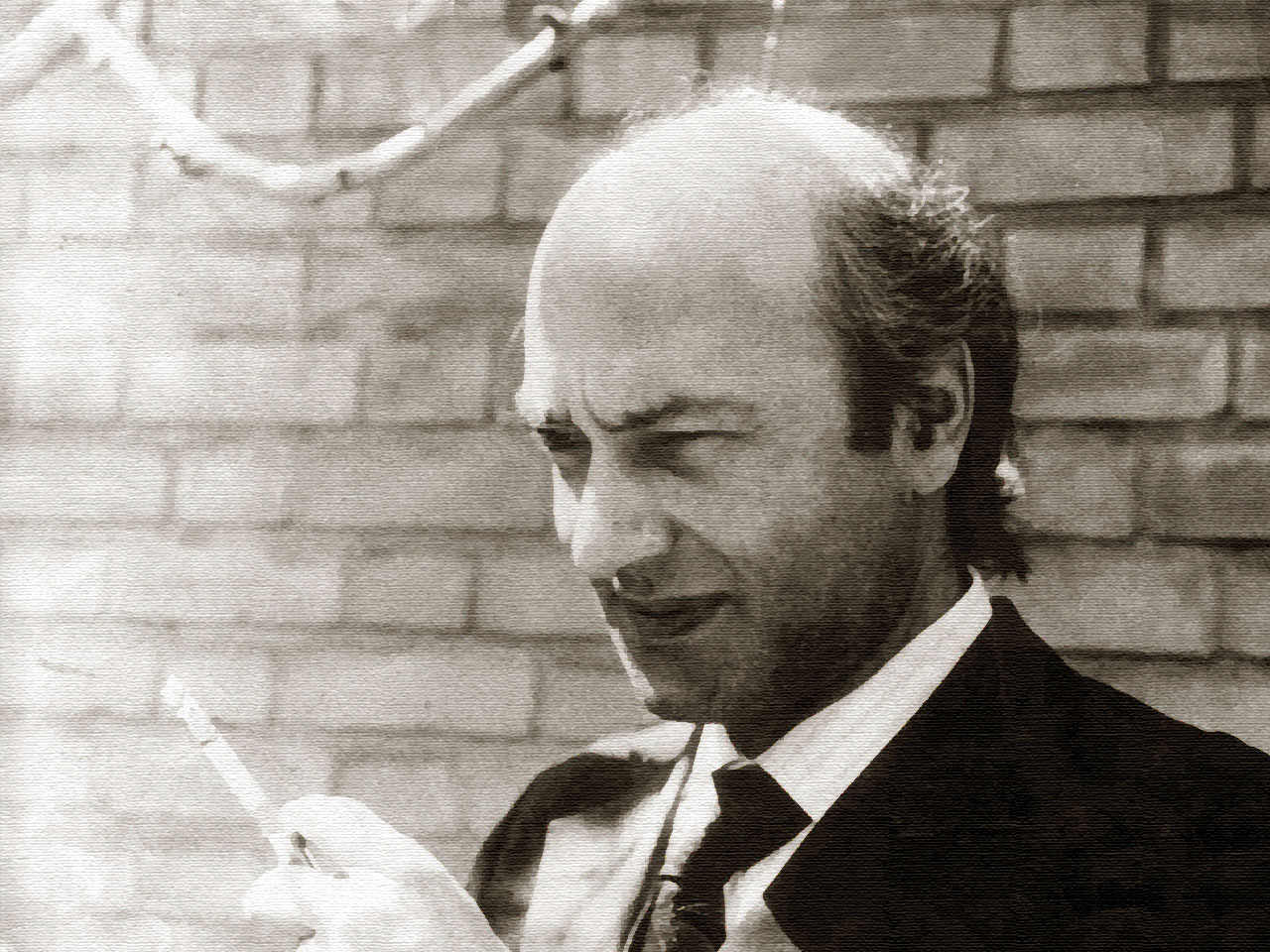
علی شریعتی در جوانی

شریعتی در سال ۱۳۲۵ وارد دبیرستان فردوسی مشهد شد. او پس از اتمام سیکل اول دبیرستان در ۱۶ سالگی، با هدف ادامه تحصیل وارد دانشسرای مقدماتی شد. وی در سال ۱۳۳۴ به دانشکدهٔ ادبیات و علوم انسانی دانشگاه مشهد وارد شد و رشتهٔ زبان و ادبیات فارسی را برگزید.
شریعتی در طول دوران تحصیل در دانشکدهٔ ادبیات به انتشار آثاری چون: ترجمهٔ ابوذر غفاری، ترجمهٔ نیایش اثر الکسیس کارل و یک رشته مقاله‌های تحقیقی در این زمینه همت گمارد. البته شریعتی ترجیح می‌داد به هر طریق تحصیلات عالیه را بدون وقفه ادامه دهد اما پدرش تأکید داشت که وارد دانش‌سرا شود که شاید علت اصلی آن وضع اقتصادی خانواده بود.
وی در تاریخ ۲۴ تیر ۱۳۳۷ با پوران شریعت‌رضوی همکلاسی‌اش ازدواج کرد.
شریعتی تحصیلات دانشگاهی خود را در مشهد گذراند و پس از دریافت لیسانس در رشته ادبیات فارسی به علت شاگرد اول شدنش برای ادامه تحصیل به فرانسه فرستاده شد تا تحصیلات عالی خود را در مقطع دکتری در دانشگاه سوربن فرانسه و در رشتهٔ ادبیات ادامه دهد. وی در آن‌جا به تحصیل علومی چون جامعه‌شناسی، مبانی علم تاریخ، تاریخ ادیان، تاریخ و فرهنگ اسلامی پرداخت و با استادان بزرگی چون لویی ماسینیون، ژرژ گورویچ، سارتر و… آشنا شد.
وی در سال ۱۳۴۳ به ایران بازگشت و در مرز دستگیر شد. حکم دستگیری وی از سوی ساواک بود و متعلق به دو سال پیش یعنی در هنگام خروج از ایران که به همان دلیل معلق مانده بود و در عین حال لازم‌الاجرا بود. بعد از بازداشت به زندان قزل‌قلعه در تهران منتقل شد. اوایل شهریور همان سال بعد از آزادی به مشهد برگشت
در منابع همچنین اشاره شده است که وی یک‌سال پس از ورود به رشتهٔ فلسفهٔ دانشگاه تهران، در سال ۱۳۳۵ از آن انصراف داده است.
در سال ۱۳۴۴ مدتی پس از بی‌کاری، اداره فرهنگ مشهد او را به عنوان دبیر انشاء کلاس چهارم دبستان در یکی از روستاهای مشهد استخدام می‌کند و سپس در دبیرستان به تدریس می‌پردازد و بالاخره به عنوان استادیار تاریخ وارد دانشگاه مشهد می‌شود. در سال ۱۳۴۸ به حسینیهٔ ارشاد دعوت می‌شود و به زودی مسئولیت امور فرهنگی حسینیه را بر عهده گرفته و به تدریس جامعه‌شناسی مذهبی، تاریخ شیعه و معارف اسلامی می‌پردازد. اما سرانجام در سال ۱۳۵۲، رژیم شاه، حسینیهٔ ارشاد را تعطیل نمود و شریعتی را به مدت ۱۸ ماه روانه زندان کمیته شهربانی می‌کند. وی پس از آزادی از زندان روزهای بسیار سختی را پشت سر گذاشت و بارها توسط مأموران ساواک تهدید شد و تحت شکنجه روحی و جسمی قرار گرفت.

### تحصیل در دانشگاه سوربن
علی شریعتی به مدت ۵ سال بین سال‌های ۱۹۵۹ تا ۱۹۶۴ در فرانسه زندگی می‌کرد. ژیلبر لازار استاد راهنمای علی شریعتی و همسرش، پوران شریعت‌رضوی، در دانشگاه سوربن در دورهٔ دکترا بود.
لازار، تصحیح متن فارسی کتاب فضائل بلخ، نوشتهٔ صفی‌الدین بلخی و ترجمهٔ آن به فرانسه را برای رسالهٔ دکتری به شریعتی پیشنهاد کرد. به‌گفتهٔ او، شریعتی، برخلاف پوران که به رسالهٔ خود در مورد گلستان سعدی شدیداً علاقه‌مند بود، هیچ علاقه‌ای به موضوع رسالهٔ خود نداشت.
شریعتی در سال ۱۹۶۳ تز دکترایش را در ۱۵۵ صفحه به زبان فرانسه و با عنوان «فضائل بلخ» ارائه کرد. او توانست با کم‌ترین نمره ممکن که فقط برای قبولی کافی است، مدرک خودش را بگیرد. برخی به اشتباه نوشته‌اند که او مدرک دکترایش را در جامعه‌شناسی یا تاریخ ادیان یا هردو گرفته است. برخی نیز با توجه به تز دکترایش استدلال می‌کنند که مدرک دکترای او در زمینهٔ لغت‌شناسی است. عنوان رسمی مدرک او «تاریخ اسلام در قرون وسطی» بود. سفارت ایران در پاریس مدرک او را به عنوان مدرک دکترا در ادبیات به رسمیت شناخت.

### زندگی مخفیانه
شریعتی از آبان ماه ۱۳۵۱ تا تیر ماه ۱۳۵۲ به زندگی مخفی خود روی آورد. ساواک به دنبال او بود و از تعطیلی حسینیهٔ ارشاد به بعد، متن سخنرانی‌های شریعتی با اسم مستعار به چاپ می‌رسید. در تیر ماه ۱۳۵۲، ساواک پدر علی شریعتی و بعد برادرزن وی را بازداشت کرد و به زندان اوین برد تا شریعتی به ناچار خود را معرفی کند. بعد از آن روز به مدت ۱۸ ماه به انفرادی رفت و پس از آن آزاد شد؛ زیرا شاه به دلیل فشارهای بین‌المللی و درخواست وزیر فرهنگ الجزایر دریافت که نگه‌داشتن شریعتی در زندان بیش از آزادی او می‌تواند به شهرت و محبوبیت او بیفزاید.
اسارت درازمدت در سلول، او را سخت به نور آفتاب حساس کرده بود و از نظر روحی هم بسیار افسرده شده بود. حکومت شاه همه راه‌های مبارزه اجتماعی را بر او بسته بود، حسینیهٔ ارشاد تعطیل و او از تدریس در دانشگاه محروم شده بود. مبارزه مخفی هم عملاً امکان نداشت. ساواک او را تحت نظر داشت و روز به روز حلقه این محدودیت‌ها تنگ‌تر می‌شد. شریعتی خود می‌گوید: «ظاهراً آزاد هستم و از قید اسارت به اصطلاح رهایی یافته‌ام ولی آنچه مسلم است نوع زندانم تغییر کرده و از زندان دولتی به زندان خانه منتقل شده‌ام». شریعتی پس از دو سال، خسته از وضعیتش تصمیم به مهاجرت می‌گیرد. ممنوع‌الخروج بودن مانع بزرگی برای مهاجرت او به خارج از کشور بود. اما وی با گرفتن گذرنامه با اسم فامیلی «مزینانی» توانست از کشور خارج شده و تهران را به مقصد بروکسل ترک کند. شریعتی پس از چند روز اقامت در بروکسل آن‌جا را به مقصد ساوت‌همپتون انگلیس ترک می‌کند و در آنجا درمی‌گذرد.

### مرگ

اقامهٔ نماز میت بر پیکر علی شریعتی توسط موسی صدر. ابراهیم یزدی و صادق قطب‌زاده نیز در مراسم حضور دارند.

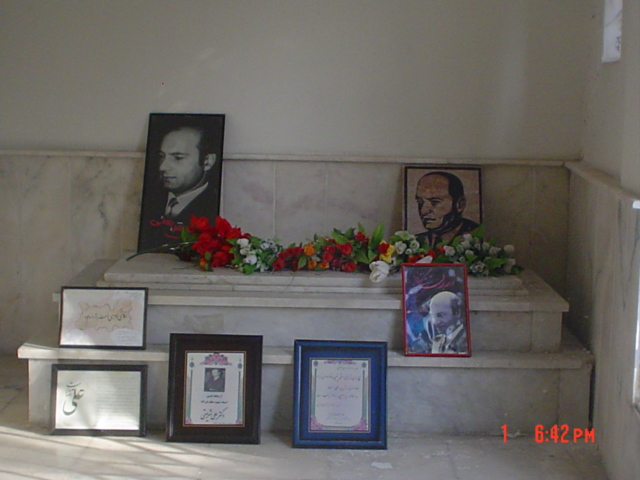
آرامگاه علی شریعتی

او طی مهاجرتش در ۲۹ خرداد ۱۳۵۶ در حالی که سه‌هفته از سفرش به انگلستان می‌گذشت، در ساوت‌همپتون درگذشت.
دلیل رسمی مرگ وی انسداد شرائین و نرسیدن خون به قلب اعلام شد؛ هرچند مرگ وی توسط برخی به دلیل نداشتن سابقهٔ بیماری قلبی، عدم کالبدشکافی، اعلام نتیجه سریع و خبر داشتن سفارت ایران در لندن از مرگ وی قبل از اعلام رسمی خبر مشکوک دانسته شد
عبدالکریم سروش در روایتی دیگر متذکر شده که جنازه شریعتی یک‌بار پس از مرگ در سردخانه بیمارستان و دفعهٔ بعد پس از کالبدشکافی توسط بیمارستان ساوت‌همپتون به هنگام غسل دادن در مسجدی کوچک در لندن مشاهده کرده است. بنا به گفتهٔ وی جنازهٔ شریعتی در دیدار اول کاملاً سالم و در دفعهٔ دوم دارای شکافتگی‌های متعدد ناشی از کالبدشکافی بوده است و بیمارستان علت مرگ وی را طبیعی اعلام کرده است.
احمد اشرف می‌نویسد که علی شریعتی بر اثر سکتهٔ قلبی درگذشت؛ در حالی که مخالفان شاه، سازمان ساواک را مقصر مرگ او قلمداد می‌کردند.
هوشنگ شهابی هم می‌نویسد که بر اثر سکتهٔ قلبی درگذشت اما پیروانش تمایل داشتند دربارهٔ مرگش افسانه‌سازی کنند (مانند رفتارهای مشابهی که در انقلاب‌های دنیا رخ می‌دهد). شهابی در نهایت رفتارهایی که در دوران زندانی‌شدنش در گذشته را با وضعیت جسمی‌اش نامرتبط نمی‌داند.

شریعتی وصیت کرده بود که وی را در حسینیهٔ ارشاد دفن کنند ولی هم‌اکنون در قبرستانی کنار حرم زینب کبری، در شهر دمشق نگهداری می‌شود و خانواده‌اش هزینهٔ نگهداری جسد وی را متقبل شدند.
ناهید فکوهی می‌گوید:" آن شب تا ساعت یازده دور هم نشسته بودیم و حرف می‌زدیم ولی دکتر ساکت و غمگین و گرفته بود و حرفی نمی‌زد. حدود نیمه‌شب، علی فکوهی و ناهید به خانهٔ خودشان می‌روند و با نسرین قرار می‌گذارند که فردا صبح آماده باشند تا به اتفاق هم به بدرقهٔ دوستشان بروند. دکتر هم به اتاق خوابی که در طبقهٔ پایین قرار داشته است، می‌رود که بخوابد.
بعد از مدتی دکتر به سارا می‌گوید لیوان آبی برایش ببرد. سارا آب را می‌برد و پس از گذشت مدتی باز بچه‌ها را صدا می‌زند و چای می‌خواهد. به نظر ناآرام می‌رسیده و خوابش نمی‌برده است. سوسن، سارا و نسرین هم برای استراحت به طبقهٔ بالا می‌روند و می‌خوابند فردا صبح ساعت هشت، ناهید با آقای فکوهی برای بردن خواهرشان نسرین به خانه می‌آیند و در می‌زنند ولی کسی در را باز نمی‌کند! مدتی هم پشت درمی‌مانند تا نسرین از خواب بیدار می‌شود. او که برای باز کردن در به طبقهٔ پایین می‌آید، می‌بیند که دکتر در آستانهٔ در ورودی اتاق به پشت افتاده و بینی‌اش به نحوی غیرعادی سیاه شده و باد کرده است. وحشت‌زده در را باز می‌کند و با اضطراب جریان را به برادرش می‌گوید. ناهید و برادرش متحیّر وارد خانه می‌شوند، ناهید بلافاصله نبض دکتر را گرفته و می‌بیند نبض او از حرکت ایستاده است و نسرین هم نبض دکتر را می‌گیرد و او هم نظر ناهید را تأیید می‌کند. بلافاصله نسرین به طبقهٔ بالا می‌رود تا مراقب بچه‌ها باشد تا پدرشان را به آن حال نبینند.

علی فکوهی، وحشت‌زده و غمگین فوراً با اورژانس تماس می‌گیرد، آمبولانس می‌رسد و پس از معاینه نظر می‌دهند که دکتر درگذشته است.
شریعتی در گورستانی کنار زینبیه در دمشق مدفون است.

## خودروی علی شریعتی

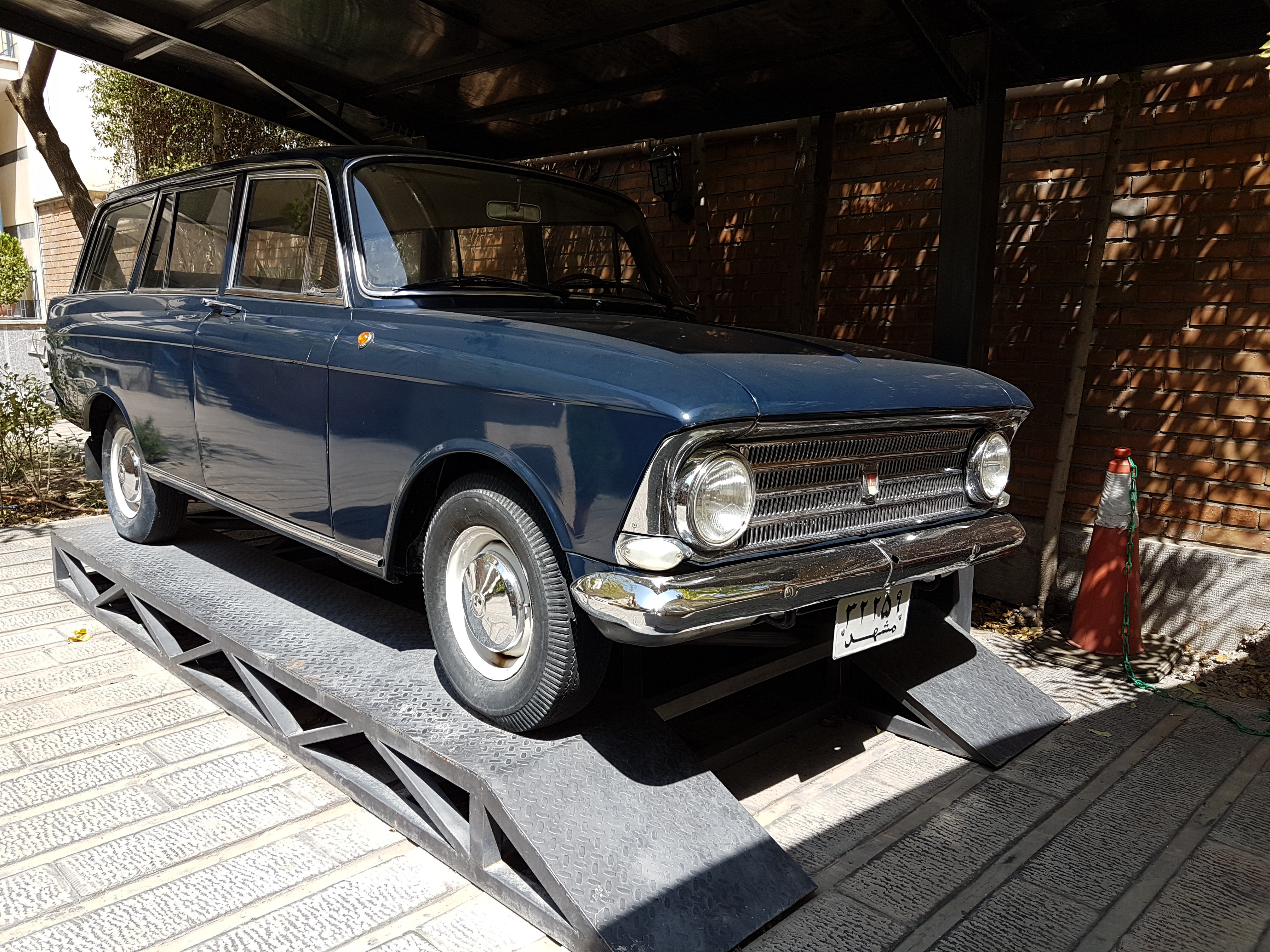
خودروی مسکوویچ علی شریعتی

علی شریعتی در تمام طول زندگی خود تنها یک خودرو شخصی خرید. او خودروی مسکوویچ روسی را در مشهد زمانی که معلم بود در سال ۱۳۴۵ خرید. این خودرو پس از مرگ شریعتی چند دست چرخید و در دوره‌ای به عنوان تاکسی در مشهد استفاده شد؛ و حالا این مسکوویچ در خانهٔ موزهٔ علی شریعتی در تهران پس از بازسازی‌های اساسی نگهداری می‌شود.

## فعالیت‌های اجتماعی و سیاسی

### کانون نشر حقایق اسلام
محمدتقی شریعتی پدر شریعتی به همراه عده‌ای قابل توجه از فرهیختگان متدین مشهد با ایجاد کانون نشر حقایق اسلامی در سال ۱۳۲۳، مبارزه با افکار توده‌ای را آغاز کردند. هم‌زمان تلاش کردند تا افکار و اندیشه‌های دینی را هم بازسازی کرده با انحراف و تحریف مبارزه کنند.
هنگام آغاز فعالیت کانون شریعتی یازده ساله بود و در پانزده سالگی او، کانون به یک نهاد مهم نوگرای مذهبی تبدیل شده بود. هدف سخنرانان کانون القای فلسفه‌ای اخلاقی بر پایه قرآن بود. از ۱۳۲۶ هنگامی که شریعتی ۱۴ ساله بود تا نخستین بار بسته شدن کانون در ۱۳۳۸، او در همه برنامه‌های آن شرکت می‌کرد و نقش بنیادینی در جذب برخی از دوستانش به کانون داشت.
در ۱۳۳۰ اعضای جوان کانون که بیشترشان دانش آموزان دبیرستان بودند با پیروی از نمونه کانون تصمیم به برپایی سازمانی ویژه خود با عنوان انجمن اسلامی دانش‌آموزان در مشهد کردند.
علی شریعتی در ۱۳۳۱ به این انجمن پیوست. اعضای انجمن برای آماده ساختن خود برای مبارزهٔ فکری با هواداران و اعضای جوان حزب توده از شریعتی خواستند که آن‌ها را در فلسفه و شیوه سخنوری آموزش دهد. کانون جایگاه مکتبی مقدماتی و سکوی پرشی بود که اعضایش از جمله شریعتی می‌توانستند از آن برای پیوستن به احزاب سیاسی موجود استفاده کنند. بیشتر جوانان عضو کانون (نشر حقایق اسلام) به تدریج به نهضت خداپرستان سوسیالیست گرایش پیدا کردند.

### نهضت خداپرستان سوسیالیست
در مشهد محمدتقی شریعتی پیرو نهضت خداپرستان سوسیالیست بود و به دنبال سفر محمد نخشب و حسین راضی و تشکیل حوزهٔ حزب ایران و سپس جمعیت آزادی مردم ایران که در حقیقت ادامه دهنده راه و اندیشه نهضت خداپرستان سوسیالیست محسوب می‌شدند، علی شریعتی نیز به نهضت خداپرستان سوسیالیست پیوست؛ و همان‌جا نخستین آموزه‌های اسلام انتقادی‌اش را کسب کرد. او تحت تأثیر این آموزه‌ها کتاب ابوذر خداپرست سوسیالیست نوشته جوده السحار را در سال ۱۳۳۴ ترجمه و منتشر ساخت.
سامان باورشناسی این نهضت بر سوسیالیسم به عنوان نظامی اقتصادی استوار بود که عدالت اجتماعی و توحید را بنیاد فلسفی خود برمی‌شمرد. نهضت باور داشت که سوسیالیسم بر پایه نفی مالکیت خصوصی بر ابزار تولید، سریع‌ترین راه برای از میان برداشتن بهره‌کشی، تهیدستی و محرومیت توده‌هاست؛ و نیز به باور این گروه دستیابی به این هدف‌ها، گوهر مفهوم عدالت در اسلام بود.

### نهضت مقاومت ملی

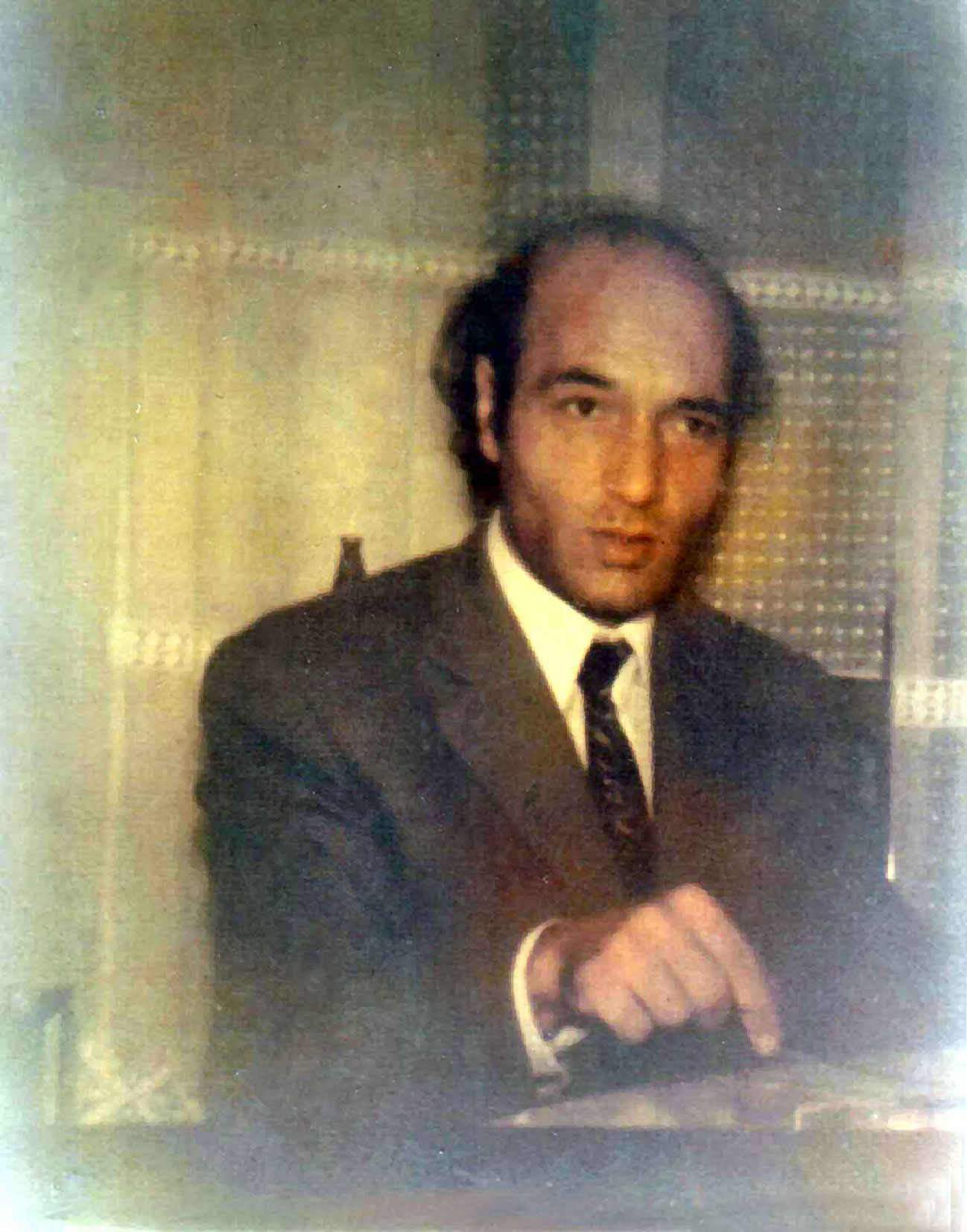
شریعتی از عوامل جلب توجه دانشگاهیان ایران به مسئله انقلاب علیه حکومت پهلوی بود.

شریعتی از پیرامون به مرکز مبارزه وارد شد و به شاخه مشهد نهضت مقاومت ملی به رهبری سید محمود طالقانی، مهدی بازرگان و یدالله سحابی پیوست. علی شریعتی یکی از سخنگویان و فعالان آتشین این نهضت علیه سلطه و استثمار غرب در ایران بود. فعالیت‌های مصرانه‌اش باعث دستگیری او در سال ۱۳۳۶ و انتقال فوری‌اش به زندان قزل‌قلعه در تهران به مدت هشت ماه شد.
در جریان وقایع ۳۰ تیر سال ۱۳۳۱ اولین بازداشت او رخ داد و این اولین رویارویی او و نظام شاهنشاهی بود. او تحت تأثیر سنت‌های خانواده‌اش، به ویژه افکار نوگرایانهٔ پدرش محمدتقی شریعتی، قرار گرفت. پدربزرگش آخوند حکیم و عموی پدرش عادل نیشابوری از دانشمندان فقه، فلسفه و ادب به‌شمار می‌آمدند. پدرش کانون نشر حقایق اسلامی مشهد را بنیان نهاد و از مبتکرین و آغازگران جنبش نوین اسلامی به‌حساب می‌آمد.

### فعالیت‌های خارج از کشور
پس از قبول شدن در بورس تحصیلی، علی شریعتی برای مدتی دست از فعالیت‌های سیاسی کشید و برای ادامهٔ تحصیلات عالیه به فرانسه رفت. وی اندکی پس از رسیدن به پاریس به گروه فعالان ایرانی نظیر ابراهیم یزدی، ابوالحسن بنی‌صدر، صادق قطب‌زاده و مصطفی چمران پیوست و در سال۱۳۴۱ سازمان نهضت آزادی ایران (بخش خارج از کشور) بنیان گذاشته شد. در جریان کنگره جبههٔ ملی ایران در اروپا در ویس‌بادن (جمهوری آلمان فدرال) در اوت ۱۹۶۲ با نظر حسین راضی، شریعتی با توجه به قدرت فکری و قلمی‌اش، به عنوان سردبیر روزنامهٔ فارسی‌زبان ایران آزاد (ارگان جبههٔ ملی ایران خارج از کشور در اروپا) انتخاب شد. اولین شمارهٔ این نشریه پس از سردبیری شریعتی در ۱۵ نوامبر ۱۹۶۲ منتشر گردید. این نشریه دیدگاه‌های روشنفکران ایرانی خارج و نیز واقعیت‌های مبارزات مردم ایران را منعکس می‌کرد و ارگان رسمی جبههٔ ملی ایران در اورپا محسوب می‌گردید. قبل از آن پرویز ورجاوند سردبیری این نشریه را بر عهده داشت.
در سال ۱۳۳۷ خورشیدی به سازمان آزادیبخش الجزایر می‌پیوندد و سخت به فعالیت می‌پردازد. در سال ۱۳۳۸ خورشیدی مقاله‌ای تحت عنوان "به کجا تکیه کنیم" را در یکی از نشریات فرانسه منتشر می‌کند. در سال ۱۳۳۹ خورشیدی مقالهٔ "شعر چیست؟" ساتر را ترجمه و در پاریس منتشر می‌نماید و در همان اول به علت فعالیت در سازمان آزادیبخش الجزایر گرفتار می‌شود و در زندان پاریس با "گیوز" مصاحبه‌ای می‌کند که در سال ۱۳۴۳ در توگو چاپ می‌شود. در سال ۱۳۳۹ نیز مقاله‌ای تحت عنوان "مرگ فرانتس فانون" را در پاریس منتشر می‌کند، همچنین در طول مبارزات مردم الجزایر برای آزادی دستگیر می‌شود و مورد ضرب و شتم پلیس فرانسه قرار می‌گیرد و روانهٔ بیمارستان می‌شود و سپس به زندان فرستاده می‌شود.

## شخصیتی به نامِ شاندل

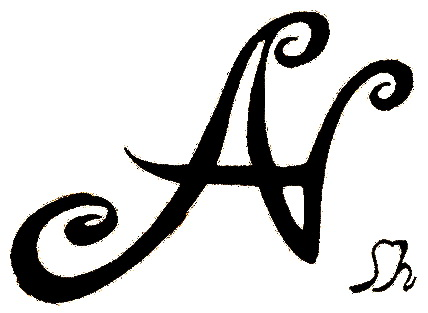
«طرح شاندل - طراح: علی شریعتی»

شاندل (۲ آذر ۱۳۱۲، فرانسه – ۲۹ خرداد ۱۳۵۶، تونس) نام یک شخصیت غیرواقعی و نمادین است که در برخی نوشته‌ها و سخنرانی‌های شریعتی نام برده می‌شد و توسط خود او ساخته شده (یا به زبان دیگر خود شریعتی است) شاندل در زبان فرانسوی به معنای شمع است از طرفی شمع تخلص مورد استفاده شریعتی بود که از کنار هم گذاشتن حروف اول کلمات «شریعتی، مزینانی، علی» که سازندهٔ نام او بودند، به وجود آمد. تا سال‌ها کسی از یک شخص بودن شریعتی و شاندل خبر نداشت و سال‌های بعد از فوت او، جستجوگران در یافتن فردی به نام شاندل عاجز مانده بودند تا زمانی که مطالعاتی بر دست نوشته‌های شخصی ایشان صورت گرفت و با نشانه‌هایی که خود شریعتی در خصوص شاندل گذاشته بود، به یکسان بودن شخصیت شاندل و شریعتی پی بردند. شمع سرواژه‌ای از کلمات «شریعتی، مزینانی، علی» سازندهٔ نام اوست. در سال‌های آغازین دههٔ ۳۰، علی شریعتی که جوانی ۲۰ ساله بود اشعارش را با نام مستعار «شمع» در روزنامهٔ خراسان به چاپ می‌رساند.
دلیل این عمل این بود که پدر ایشان محمدتقی شریعتی از روشنفکران و فعالان سیاسی–مذهبی مطرح آن زمان بود و او نمی‌خواست نامش را فاش کند یا گمان می‌کرد که اشعارش کیفیت بالایی ندارند و هنوز پخته نیستند و هیچ وقت قصد انتشار آنان را نداشت:
شعرهایم سوزانده شود که نماند مگر «قوی سپید» و «غریب راه» و «در کشور» و «شمع زندان» (وصیت نامه)
اما او برخی از اشعارش را با نام خود در این روزنامه به چاپ رسانید اولین شعر او «شمع زندان» نام داشت که شمع نماد خود شریعتی بود.
شریعتی اکثر مقالات حرفه‌ای و علمی خود را به نام خود در روزنامهٔ خراسان به چاپ می‌رسانید و گاهی از نام «شمع» استفاده می‌کرد اما بعدها در نشریهٔ ایران آزاد، ارگان سازمان‌های اروپایی جبههٔ ملی ایران، و همچنین در نشریه نامهٔ پارسی با نام مستعار «شمع» در آن مطلب می‌نوشت. دلیل این کار برای داشتن امنیت و پنهان ماندن از چشم ساواک بود.

## آثار
شریعتی آثار عمده‌ای در زمینهٔ اسلام‌شناسی و شیعه‌شناسی دارد. اکثر کتاب‌های شریعتی جمع‌آوری سخنرانی‌های تحریر یافته او در حسینیهٔ ارشاد، دانشگاه‌ها، یا مجموعه‌ای از مقالات و نوشته‌های پراکنده او هستند که توسط مرکز نشر آثار دکتر شریعتی به صورت مجموعه آثار در سی و شش جلد پس از مرگ وی به چاپ رسیده است.
علی شریعتی در آذر ۱۳۵۵، شش ماه قبل از مرگش وصیت‌نامه‌ای نوشته و به دست محمدرضا حکیمی سپرده است. خانواده شریعتی پس از اطلاع از این نامه، از محمدرضا حکیمی خواستند که او نوشته‌ها و گفته‌های شریعتی را بنا به وصیتش بازبینی کند اما حکیمی چنین نکرد و اصل نامه را نیز به خانوادهٔ شریعتی بازگرداند.

### کتاب‌ها

درس‌های اسلام‌شناسی شریعتی از مهم‌ترین و جنجال‌برانگیزترین کتاب‌های شریعتی بود.

در این فهرست کتاب‌ها بر اساس ترتیب مجموعه آثار قرار دارند:
- با مخاطب‌های آشنا
- خودسازی انقلابی
- ابوذر
- بازگشت به خویشتن
- فاطمه، فاطمه است
- ما و اقبال
- تحلیلی از مناسک حج
- شیعه
- نیایش
- تشیع علوی و تشیع صفوی
- جهت‌گیری طبقاتی در اسلام
- تاریخ تمدن (۲جلد)
- هبوط در کویر[۴۸]
- تاریخ و شناخت ادیان (دو جلد)
- اسلام‌شناسی (درس‌های حسینهٔ ارشاد) (سه جلد)
- حسین وارث آدم
- چه باید کرد؟
- زن
- مذهب علیه مذهب
- جهان‌بینی و ایدئولوژی
- انسان
- انسان بی‌خود
- علی حقیقتی بر گونه اساطیر
- بازشناسی هویت ایرانی اسلامی
- روش شناخت اسلام
- میعاد با ابراهیم
- اسلام‌شناسی (سخنرانی‌های دانشگاه مشهد)
- ویژگی‌های قرون جدید
- هنر
- گفتگوهای تنهایی (دو جلد)
- امت و امامت
- نامه‌ها
- آثار گونه‌گون (دو جلد)
- آثار جوانی (دو جلد)

### نمونهٔ اشعار
دو نمونه از اشعار شریعتی:

#### شمع
| تا سحر ای شمع بر بالین من       |  | امشب از بهر خدا بیدار باش      |
| سایه غم ناگهان بر دل نشست       |  | رحم کن امشب مرا غمخوار باش     |
| ... آه! ای یاران به فریادم رسید |  | ورنه مرگ امشب به فریادم رسد    |
| ترسم آن شیرین‌تر از جانم ز راه   |  | چون به دام مرگ افتادم رسد      |
| ... همدم من، مونس من، شمع من    |  | جز توأم در این جهان غمخوار کو؟ |
| واندرین صحرای وحشت‌زای مرگ       |  | وای بر من وای بر من یار کو؟... |

#### بسوزم
| ... چو کس با زبان دلم آشنا نیست |  | چه بهتر که از شکوه خاموش باشم    |
| چو یاری مرا نیست همدرد          |  | بهتر که از یاد یاران فراموش باشم |